# أوليغر

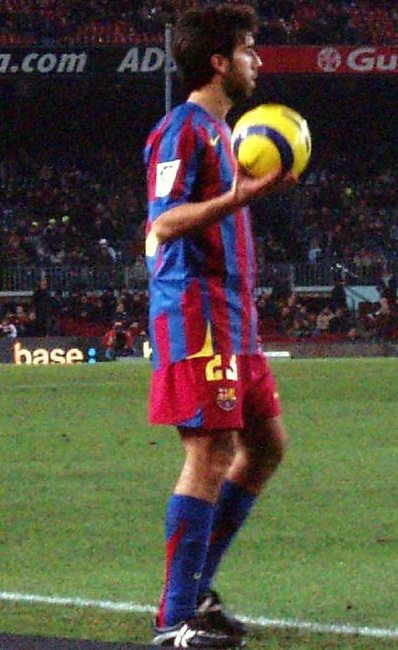
أوليغر

أوليغر بريساس رينوم (بالإسبانية: Oleguer Presas)، من مواليد 2 فبراير 1980 في ساباديل في إسبانيا، لاعب كرة قدم إسباني.
بدأ مسيرته الكروية مع نادي غرامينيت في عام 1999، ولعب معهم حتى عام 2001، وشارك معهم في 41 مباراة وسجل هدفين، وفي موسم 2001/2002 رديف برشلونة، وشارك معهم في 34 مباراة، ومنذ عام 2002 وهو يلعب مع نادي برشلونة، وفي عام 2008 انتقل إلى نادي أياكس أمستردام الهولندي، وكان يلعب في عهد ريكارد ظهير أيمن بجوار ماركيز .
يعرف عنه أنه كاتالوني متعصب وقد نقل عنه تصريحه التالي : لن ألعب لمنتخب إسبانيا ولو أدى ذلك إلى إعدامي ... لن ألعب لغير منتخب كاتالونيا

## روابط خارجية
- أوليغر على موقع الاتحاد الأوربي (الإنجليزية)
- أوليغر على موقع قاعدة بيانات كرة القدم.إي يو (الإنجليزية)
- أوليغر على موقع بيانات كرة القدم. دي إي (الألمانية)
- أوليغر على موقع Soccerway.com (الإنجليزية)
- أوليغر على موقع عالم كرة القدم.نت (الإنجليزية)